# Silbermühle (Dieterskirchen)
Silbermühle ist ein Ortsteil der Gemeinde Dieterskirchen im Oberpfälzer Landkreis Schwandorf (Bayern).

## Geographische Lage
Silbermühle befindet sich ungefähr einen Kilometer südöstlich von Dieterskirchen am Ufer der Ascha.

## Geschichte
Entsprechend einer Verordnung von 1808 wurde das Landgericht Neunburg vorm Wald in 55 Steuerdistrikte unterteilt. Dabei bildete Dieterskirchen mit den Ortschaften Bach, Dieterskirchen, Kolmhof, Pottenhof, Pottenhofermühle, Saggau, Silbermühle, Stegen und Weichelau einen Steuerdistrikt.
Silbermühle hatte zu dieser Zeit ein Anwesen, neun Einwohner, einen Müller.
Für die zunächst weiter bestehenden Patrimonialgerichte wurden im Organischen Edikt über die Patrimonialgerichtsbarkeit Vorschriften erlassen, die darauf zielten, nur noch größere und zusammenhängende Territorien zuzulassen. Daneben wurde jede Gelegenheit wahrgenommen, Patrimonialgerichte aufzulösen und die Gerichtsbarkeit an die Landgerichte einzuziehen.
Silbermühle gehörte mit 2 Familien zu Beginn des 19. Jahrhunderts zum Patrimonialgericht I. Klasse Dietrichskirchen, das Anton Freiherr von Horneck innehatte. Allerdings erging für Silbermühle diesbezüglich kein definitiver Bescheid, weil sie zur Gutsherrschaft nicht handlohnpflichtig war.
1848 wurden schließlich die feudalen Privilegien abgeschafft und die Patrimonialgerichte aufgelöst. Die Gerichtsbarkeit und die Polizeigewalt ging damit endgültig und vollständig an den Staat über.
Zum Stichtag 23. März 1913 (Osterfest) wurde Silbermühle als Teil der Pfarrei Dieterskirchen mit 2 Häusern und 8 Einwohnern aufgeführt.
Am 31. Dezember 1990 hatte Silbermühle 6 Einwohner und gehörte zur Pfarrei Dieterskirchen.